# Esbenia
Esbenia is een geslacht van wantsen uit de familie van de Acanthosomatidae (Kielwantsen). Het geslacht werd voor het eerst wetenschappelijk beschreven door Jensen-Haarup in 1931.

## Soorten
Het genus bevat de volgende soorten:

- Esbenia major Jensen-Haarup, 1931
- Esbenia minor Jensen-Haarup, 1931